# Bridgeport, Connecticut
Bridgeport este un oraș și fostul sediu al comitatului Fairfield din statul  Connecticut, Statele Unite ale Americii.  Încorporat în 1821, Bridgeport este cea mai populată așezare urbană din statul Connecticut, având o populație de circa 138.000 de locuitori (conform unei estimări din 2006) și un important port maritim al strâmtorii Long Island.  Inima zonei cunoscută sub numele de Greater Bridgeport, orașul este parte a zonei statistice lărgite a orașului New York, fiind totodată cel de-al cincilea oraș ca populație din Noua Anglie.

## Personalități născute aici
- Edwin Herbert Land (1909 - 1991), inventator;
- Adriana Caselotti (1916 - 1997), actriță, cântăreață;
- Albert Lehninger (1917 - 1986), biochimist;
- Robert Mitchum (1917 - 1997), actor, cântăreț;
- Kenneth H. Olsen (1926 - 2011), inginer, antreprenor;
- Dan Curtis (1927 - 2006), regizor, scriitor;
- Larry Kramer (1935 - 2020), dramaturg, scenarist, producător de film;
- Tony Musante (1936 - 2013), actor;
- Angus MacLise (1938 - 1979), instrumentist;
- Brian Dennehy (1938 - 2020), actor;
- Kevin Nealon (1953), actor;
- Roger MacBride Allen (n. 1957), scriitor;
- John Mayer (n. 1977), cântăreț;
- Laura Tătulescu (n. 1981), soprană româno-americană;
- Alexandra Breckenridge (n. 1982), actriță.